# Oh Ha-Na
Oh Ha-Na (en coreano: 오하나; Seongnam, 8 de enero de 1985) es una deportista surcoreana que compitió en esgrima, especialista en la modalidad de florete.
Participó en los Juegos Olímpicos de Londres 2012, obteniendo una medalla de bronce en la prueba por equipos. Ganó una medalla de bronce en el Campeonato Mundial de Esgrima de 2010.

## Palmarés internacional
| Juegos Olímpicos   | Juegos Olímpicos      | Juegos Olímpicos  | Juegos Olímpicos    |
| Año                | Lugar                 | Medalla           | Prueba              |
| ------------------ | --------------------- | ----------------- | ------------------- |
| 2012               | Londres (Reino Unido) | Medalla de bronce | Florete por equipos |
| Campeonato Mundial |                       |                   |                     |
| Año                | Lugar                 | Medalla           | Prueba              |
| 2010               | París (Francia)       | Medalla de bronce | Florete por equipos |